# Castellaro
Castellaro (en ligur Kastelà o Castellâ) és un comune italià, situat a la regió de la Ligúria i a la província d'Imperia. El 2011 tenia 1.227 habitants.

## Geografia
Situat a segona línia de mar, compta amb una superfície de 7,86 km². Limita amb les comunes de Pietrabruna, Pompeiana, Riva Ligure i Taggia.